# Зубков, Руслан Владиславович
Русла́н Владисла́вович Зубко́в (укр. Руслан Владиславович Зубков; род. 24 ноября 1991, Одесса) — украинский футболист, полузащитник

## Игровая карьера
Воспитанник СДЮШОР «Черноморец» (Одесса). С 2008 года играл в составе команды «Черноморец-2» в чемпионате Одессы. В профессиональном футболе дебютировал в армянском «Титане» (2-я лига) 25 июля 2009 года, выйдя на замену на 89-й минуте в матче против свердловского «Шахтёра» (1:0). В составе «Титана» становился победителем чемпионата Украины 2009/10 среди команд второй лиги. Далее играл в овидиопольском «Днестре», а после его расформирования — в ФК «Одесса».
В 2012 году Зубков переехал в Азербайджан, где играл в командах «Туран» и АЗАЛ. В сезоне 2013/14 футболист выступал в составе команды «Араз-Нахчыван», с которой выиграл местную первую лигу и перешёл в азербайджанскую Премьер-лигу. После нескольких месяцев в высшем дивизионе нахчыванский клуб снялся с розыгрыша Премьер-лиги. Зубков вместе со всеми партнёрами по команде получил статус свободного агента.
Зимой 2015 года футболист вернулся на Украину, где продолжил карьеру в мариупольском «Ильичёвце». В украинской Премьер-лиге дебютировал 27 февраля того же года в игре с «Черноморцем». В следующем матче в ворота луганской «Зари» забил дебютный гол в высшем дивизионе. Всего до конца чемпионата провёл в составе «ильичей» 9 матчей. После окончания сезона проходил просмотр в готовящейся к старту в Премьер-лиге «Александрие».
В сентябре 2015 подписал контракт с клубом Второй лиги «Реал Фарма», в составе которого дебютировал 12 сентября в выездном матче против «Кремня». Всего за клуб провёл 8 матчей, забил 4 гола
В феврале 2016 года перешёл в кировоградскую «Звезду». В составе команды стал чемпионом Первой лиги Украины. В январе 2017 года покинул клуб, а в марте стал игроком гродненского «Немана».

## Семья
Отец Владислав Викторович Зубков и дед Виктор Захарович Зубков — бывшие футболисты